# Horațiu Moldovan
Horațiu Alexandru Moldovan (ur. 20 stycznia 1998 w Klużu-Napoce) – rumuński piłkarz grający na pozycji bramkarza w hiszpańskim klubie Atlético Madryt oraz reprezentacji Rumunii. Uczestnik Mistrzostw Europy 2024.